# La Neuville-lès-Dorengt
La Neuville-lès-Dorengt é uma comuna francesa na região administrativa de Altos da França, no departamento de Aisne. Estende-se por uma área de 10,88 km². Em 2010 a comuna tinha 386 habitantes (densidade: 35,5 hab./km²).